# Come persi la guerra
Come persi la guerra è un film del 1947 diretto da Carlo Borghesio e prodotto da Luigi Rovere. La pellicola è il primo film comico neorealista.

## Trama
Leo Bianchetti ha appena terminato il servizio militare ma viene richiamato alle armi, dopo 10 anni passati su vari fronti si ritrova in Italia alla guardia di un ponte appena minato dai tedeschi che lui non vuole lasciare. Viene catturato dagli americani e rinchiuso in un campo dove stringe amicizia con Checco. Per caso diventa un cobelligerante e contribuisce all'arresto di una pattuglia tedesca. In licenza premio si reca a casa di Gemma che intrattiene una corrispondenza epistolare con un eroe di guerra con lo stesso nome ma a causa dei bombardamenti si devono separare.
Dopo un po' di tempo ritrova Checco ma i due sono arrestati dai tedeschi. Nel campo un soldato lo riconosce come un eroe per la storia del ponte così non viene più trattato come un prigioniero. Leo comunque fa organizzare una fuga di massa ma evita il peggio grazie alla dichiarazione di fine delle ostilità. Può tornare quindi da Gemma che però ha conosciuto il vero Leo delle lettere e sta organizzando il matrimonio con lui. In tempo di pace la ricerca di un lavoro non è poi così semplice, l'unica proposta interessante prevede una nuova divisa, quella di vigile del fuoco, ma in questo modo ha modo di incontrare una balia, sua grande passione.

## Produzione

### Regia
Si tratta della seconda collaborazione tra il regista Carlo Borghesio e l'attore Macario, la prima è avvenuta nel 1941 con il film Il vagabondo.

### Cast
Il cast è ricco di personaggi molto noti al pubblico italiano dell'epoca: oltre al protagonista Macario è da segnalare la presenza di Carlo Campanini (che già aveva lavorato con il comico torinese in Lo vedi come sei... lo vedi come sei? nel 1939), Nando Bruno, Vera Carmi e Folco Lulli; quest'ultimo più di tutti aveva vissuto la guerra in modo attivo essendo stato prima un militare dell'esercito e poi, dopo aver maturato idee antifasciste, un partigiano.

## Distribuzione
Il film venne distribuito nelle sale cinematografiche italiane nel dicembre del 1947.

### Data di uscita
Le date di uscita internazionali nel corso degli anni sono state:
- 20 dicembre 1947 in Italia
- 17 novembre 1948 in Francia (Sept ans de malheur)
- 24 febbraio 1949 in Portogallo (Macário Perdeu a Guerra)

### Edizioni home video
- La pellicola è stata distribuita in DVD in una edizione della Cristaldi Film (EAN:8033650555370) contenente un formato video 4:3, una traccia audio Dolby Digital 2.0 e un contenuto extra intitolato L'eroe della rivista.

## Accoglienza

### Incassi
Il film è stato campione di incassi della stagione cinematografica italiana di quell'anno.

### Critica
- Come persi la guerra diede il via nel migliore dei modi alla fortunata collaborazione con il regista Carlo Borghesio (che poteva contare anche sulla collaborazione di due assistenti, destinati a diventare assai famosi, come Steno e Monicelli), e si impose come uno dei primissimi film italiani in grado di riscuotere un considerevole successo anche all'estero: con il titolo di Sept ans de malheur venne infatti proiettato ininterrottamente per sei mesi in una centralissima sala parigina, fatto all'epoca decisamente raro. I francesi, probabilmente non a torto, ravvisarono in quella pellicola (come del resto anche nel successivo L'eroe della strada) le prime tracce di quel neorealismo italiano che si affermò oltralpe soltanto dopo i primi anni '50. In ogni caso la critica lo accolse assai favorevolmente, tanto che in occasione del festival cinematografico di Locarno del '48 venne acclamata come la miglior opera della rassegna. Nelle avventure dell'uomo qualunque che si difende come può di fronte alle avversità nelle quali via via s'imbatte, è senz'altro ravvisabile qualche eco "gianniniana": in Come persi la guerra si racconta infatti la per nulla facile esistenza dei tanti italiani travolti dalla guerra e costretti a battersi indossando più divise. venato di un'ironia caustica e impietosa, il lungometraggio procurò al produttore Luigi Rovere una denuncia per vilipendio, ma anche un grande ritorno economico conseguito nelle sale di mezza Europa.[5]
- La chiave del successo di Come persi la guerra consisteva nell'aver tenuto presente l'esperienza neorealista, anche se questa espressione può sembrar troppo importante in un discorso sul film comico. Dopo il successo eccezionale di Come persi la guerra, ci si convinse che il pubblico poteva “ridere italiano”: mentre fin allora aveva soltanto “riso americano”.[4]

## Curiosità
- Nel film appare (sotto pseudonimo) in un ruolo di attore il direttore della fotografia Aldo Tonti.
- Con il titolo Sept ans de malheur viene proiettato per sei mesi a Parigi.[6]